# سون یو اون
سون یو اون (کره‌ای: 손여은؛ زادهٔ بیون نا یون در ۴ اوت ۱۹۸۳) بازیگر اهل کره جنوبی است. او به خاطر ایفای نقش در سریال زنی که سه بار ازدواج کرد (۲۰۱۳)، نامزد جایزه بهترین بازیگر تازه‌کار زن در جوایز هنری بکسانگ شد.

## فیلم‌شناسی

### مجموعه‌های تلویزیونی
| سال  | عنوان                         | نقش                               | شبکه    |
| ---- | ----------------------------- | --------------------------------- | ------- |
| ۲۰۰۴ | Match Made in Heaven          | نام جونگ را                       | ام‌بی‌سی  |
| ۲۰۰۵ | دوباره مجرد                   | لی یون هی                         | اس‌بی‌اس  |
| ۲۰۰۷ | اچ‌دی‌تی‌وی لیترچر «کاستلا»      | می ریونگ                          | کی‌بی‌اس۱ |
| ۲۰۰۷ | عشق عزیز                      | چا میونگ سون                      | اس‌بی‌اس  |
| ۲۰۰۷ | زمین صفر                      | هان سو جین                        | ام‌بی‌سی  |
| ۲۰۰۷ | دراما سیتی «در تونل»          | هان جی یون                        | کی‌بی‌اس۲ |
| ۲۰۰۷ | دراما سیتی «مراقب فرشته باش»  | اون اوک                           | کی‌بی‌اس۲ |
| ۲۰۰۷ | بخش قلب                       | چوی هیون هیون جونگ                | ام‌بی‌سی  |
| ۲۰۰۹ | میراث درخشان                  | جونگ این یونگ                     | اس‌بی‌اس  |
| ۲۰۰۹ | رؤیا                          | سون یو جین                        | اس‌بی‌اس  |
| ۲۰۰۹ | ضربه عالی روی پشت بام         | سون یو اون (بازیگر مهمان، قسمت ۲) | ام‌بی‌سی  |
| ۲۰۱۰ | دراما اسپشال «داستان تابستان» | لی کیونگ آه                       | کی‌بی‌اس۲ |
| ۲۰۱۲ | ماسک عروس                     | اوم سون هوا                       | کی‌بی‌اس۲ |
| ۲۰۱۲ | رؤیای فرمانروای بزرگ          | شاهدخت سونگ‌مان                    | کی‌بی‌اس۱ |
| ۲۰۱۳ | هور جون داستان اصلی           | سو هیون                           | ام‌بی‌سی  |
| ۲۰۱۳ | زنی که سه بار ازدواج کرد      | هان چه رین                        | اس‌بی‌اس  |
| ۲۰۱۵ | همه چیز دربارهٔ مادرم          | سون هه جو                         | کی‌بی‌اس۲ |
| ۲۰۱۶ | استاد انتقام                  | دو هیون جونگ                      | کی‌بی‌اس۲ |
| ۲۰۱۶ | دراما اسپشال «هوم سوییت هوم»  | یون سه جونگ                       | کی‌بی‌اس۲ |
| ۲۰۱۷ | متهم بی‌گناه                   | یون جی سو                         | اس‌بی‌اس  |
| ۲۰۱۷ | گروه خواهران                  | گو سه کیونگ                       | اس‌بی‌اس  |
| ۲۰۱۸ | دادخواست‌ها                    | کیم مون هی                        | کی‌بی‌اس  |
| ۲۰۱۸ | بد پاپا                       | چوی سون جو                        | ام‌بی‌سی  |
| ۲۰۲۰ | شکارچیان شگفت‌انگیز            | حضور افتخاری                      | اوسی‌ان  |
| ۲۰۲۱ | جاده: یک تراژدی               | حضور افتخاری                      | تی‌وی‌ان  |
| ۲۰۲۱ | احساس پادشاه                  | جونگ جون                          | کی‌بی‌اس۲ |
| ۲۰۲۲ | قاشق طلایی                    | سو یونگ شین                       | ام‌بی‌سی  |